# 大津長昌
大津長昌（—1579年4月18日）是日本戰國時代至安土桃山時代的武將。通稱傳十郎。初名長治。

## 生平
在尾張國中島郡府中宮出生，生年不詳。仕於織田信長，擔任馬廻和側近。作為信長主要的側近，受信長命令並執行政務。負責與其他大名和家臣、僧侶和路易士·佛洛伊斯等聯絡，以南禪寺的代官職等奉行身份，在永祿12年（1569年）以後，以京都為中心活動。在戰場中，主要擔任檢使役。另外，負責與奧州的伊達氏外交交渉。天正6年（1578年），與前來訪問的遠藤基信和對越後國的上杉氏的戰略交渉。
天正4年（1576年）5月，在進攻石山本願寺時，與豬子高就一同被派遣至天王寺砦，擔任檢使。天正6年（1578年）6月，在進攻神吉城時，以檢使身份出陣。天正6年（1578年），在荒木村重的反亂後，雖然誘降荒木失敗，不過成功令高山右近等人成為內應，成為攝津國高槻城城番，不過在翌年（1579年）3月13日，於高槻城內病死。
享年不明，不過被認為還是青年。正室（丹羽長秀的妹妹）嫁予同是信長的馬廻（黑母衣眾）蜂屋賴隆。